# Ryszard Rojek
Ryszard Rojek (ur. 27 marca 1943 w Sokalu, zm. 6 grudnia 2024) – polski inżynier automatyki i robotyki, specjalizujący się w analizie i syntezie układów sterowania z wykorzystaniem metod i technik komputerowych, automatyzacją procesów przemysłowych, zastosowaniu sztucznej inteligencji w automatyce; nauczyciel akademicki związany z politechnikami we Wrocławiu i Opolu.

## Życiorys
Urodził się w 1943 roku w Sokalu, koło Lwowa. Po zakończeniu II wojny światowej znalazł się z rodziną na Śląsku. W 1954 roku zamieszkał w Opolu, gdzie ukończył kolejno szkołę podstawową i szkoły średnią. Następnie studiował na Wydziale Elektroniki Politechniki Wrocławskiej, zdobywając w 1966 roku dyplomy magistra inżyniera. Potem został zatrudniony jako asystent w Wyższej Szkole Inżynierskiej w Opolu, z którą związał całe swoje życie zawodowe, przechodząc na niej wszystkie szczeble zawodowe nauczyciela akademickiego przez adiunkta, docenta, profesora nadzwyczajnego po stanowisko profesora zwyczajnego. Ponadto na drugim etacie wykładał na macierzystej uczelni. W 1977 roku uzyskał stopień naukowy doktora nauk technicznych na Wydziale Cybernetyki Technicznej Politechniki Wrocławskiej. Stopień naukowy doktora habilitowanego nauk technicznych otrzymał w Państwowym Uniwersytecie Elektrotechnicznym w Leningradzie w 1987 roku.
Na opolskiej uczelni technicznej pełnił szereg ważnych funkcji organizacyjnych. W latach 1976–1981 był zastępcą do spraw nauczania Instytutu Elektrotechniki WSI. Od 1988 roku kierował Zakładem Podstaw Elektrotechniki, Automatyki i Elektroniki, przekształconym w 1992 roku w Katedrę Elektrotechniki, Automatyki i Elektroniki, a w 2008 roku w Instytut Automatyki i Informatyki PO, którego jest dyrektorem. W latach 1990–1996 zajmował stanowisko prodziekana do spraw studenckich, a następnie dziekana Wydziału Elektrotechniki i Automatyki PO do 2002 roku. W tym samym roku ponownie objął funkcję prodziekana tego wydziału, lecz tym razem do spraw nauki. W latach 2005–2008 po raz drugi był dziekanem Wydziału Elektrotechniki i Automatyki, doprowadzając do jego przekształcenia w 2006 roku w Wydział Elektrotechniki, Automatyki i Informatyki. Za jego rządów na wydziale uruchomiono studia doktoranckie w dyscyplinie automatyka i robotyka oraz rozpoczęto kształcenie na kierunku automatyka i robotyka II stopnia dla studiów stacjonarnych i niestacjonarnych.
Jest członkiem wielu organizacji i stowarzyszeń naukowych, w tym: Komisji Metrologii Oddziału Polskiej Akademii Nauk w Katowicach, Polskiego Stowarzyszenienia Pomiarów, Automatyki POLSPAR, Międzynarodowej Akademii Technologii i Inżynierii, Polskiego Stowarzyszenia Techniki Sensorycznej, Polskiego Towarzystwa Elektrotechniki Teoretycznej i Stosowanej.

## Dorobek naukowy i odznaczenia
Prowadzone przez niego badania naukowe obejmują tematykę z zakresu teorii sterowania układów o parametrach rozłożonych, ich modelowania i projektowania z wykorzystaniem metod i technik komputerowych implementacji algorytmów sterowania dla różnych zastosowań praktycznych, zastosowania metod sztucznej inteligencji w automatyce.
Dorobek Ryszarda Rojka obejmuje ponad 80 prac, w tym: 3 monografie, 1 rozprawę w języku obcym, tłumaczenie książki, 50 publikacji naukowych (12 zagranicznych, 38 krajowych). Jest również autorem i współautorem 13 skryptów i pomocy dydaktycznych. Uczestniczył także w realizacji 3 projektów badawczych finansowanych przez Komitet Badań Naukowych. Wypromował jak dotychczas czterech doktorów.
Za swoją działalność naukową, dydaktyczną i organizacyjną był wielokrotnie nagradzany nagrodami rektorskimi i ministerialnymi oraz państwowymi. Otrzymał Srebrny Krzyż Zasługi (1982), Złoty Krzyż Zasługi (1986), Medal Komisji Edukacji Narodowej (2002) oraz odznakę „Zasłużony dla Opolszczyzny” z rąk wojewody opolskiego.